# آقاجری (مراغه)
آقاجری (مراغه)، روستایی از توابع بخش مرکزی شهرستان مراغه در استان آذربایجان شرقی ایران است.

## جمعیت
این روستا در دهستان سراجوی شمالی قرار دارد و براساس سرشماری مرکز آمار ایران در سال ۱۳۸۵، جمعیت آن ۵۲۰ نفر (۱۱۸خانوار) بوده‌است.